# 임벽강
임벽강(林辟彊, ? ~ ?)은 전한 초기의 제후로, 개국공신 임지의 아들이다.

## 생애
임지의 뒤를 이어 평극후(平棘侯)에 봉해졌다.
문제 6년(기원전 174년), 죄를 지어 귀신에 처하고 작위는 박탈되었다.
선제 치세인 원강 4년(기원전 62년), 임지의 증손인 항어대부(項圉大夫) 임상환(林常驩)이 조서를 받아 가문을 일으켰으나 죽었고, 아들이 없어 가문이 단절되었다.

## 출전
- 사마천, 《사기》 권18 고조공신후자연표(高祖功臣侯者年表)
- 반고, 《한서》 권16 고혜고후문공신표(高惠高后文功臣表)